# 福知山市立上川口小学校
福知山市立上川口小学校（ふくちやましりつかみかわぐちしょうがっこう）は、京都府福知山市の公立小学校。

## 歴史
1874年1月9日に廣運舎として始まり、1947年に上川口村立上川口小学校と改名された。1998年に、校舎が全面改築された。
2010年に福知山市立公誠小学校、2015年に福知山市立三岳小学校、2020年に福知山市立金谷小学校と統合された。創立150周年を迎えた2024年時点では、児童数は83人。

## 授業
水泳指導は民間委託されている。

## 周辺施設
- 上川口駅